# Costanzo Porta

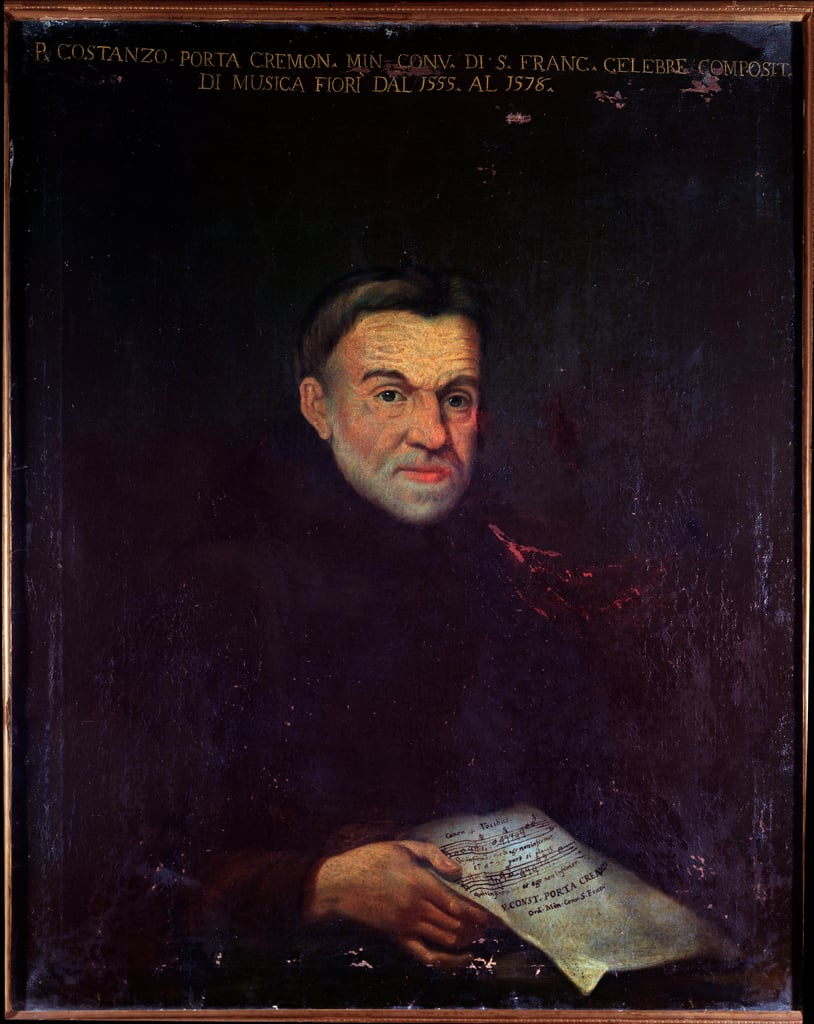
Costanzo Porta

Costanzo Porta (1528 o 1529 - 19 de mayo de 1601) fue un compositor italiano del Renacimiento, y un representante de la hoy denominada Escuela veneciana. Fue muy alabado durante su vida tanto como compositor y como profesor, y tuvo una reputación especial como experto en contrapunto.

## Biografía
Porta nació en Cremona. Existe poca información sobre sus comienzos, pero probablemente fue educado en el Convento Porta San Luca en Cremona. Alrededor del 1550 se piensa que estudió con Adrian Willaert, quién era maestro di cappella en la Basílica de San Marcos en Venecia; allí conoció a Claudio Merulo, quién era también estudiante y con quien mantuvo una amistad cercana a lo largo de su vida. En 1552 Porta se convierte en maestro di cappella en la Catedral de Osimo; en 1565 se traslada a Padua brevemente y toma un puesto más importante en Rávena el año siguiente, donde es contratado para crear una práctica musical enteramente nueva en la catedral.
Por 1580 sus servicios eran muy demandados, y se competía por él. Declina una oferta de Milán, moviéndose en cambio entre puestos en varias ciudades.
Para este tiempo se había convertido en un maestro renombrado, y numerosos compositores de las próximas generaciones aprenderían sus técnicas de contrapunto de él.
Los últimos años los pasó en Padua, y fueron difíciles. Los estándares musicales allí habían empezado a decaer, y además tuvo que soportar la carga de una salud dañada y los celos del hombre que eventualmente estaba por reemplazarle. Muere en Padua. Está enterrado en la Basílica de San Antonio de Padua.

## Estilo

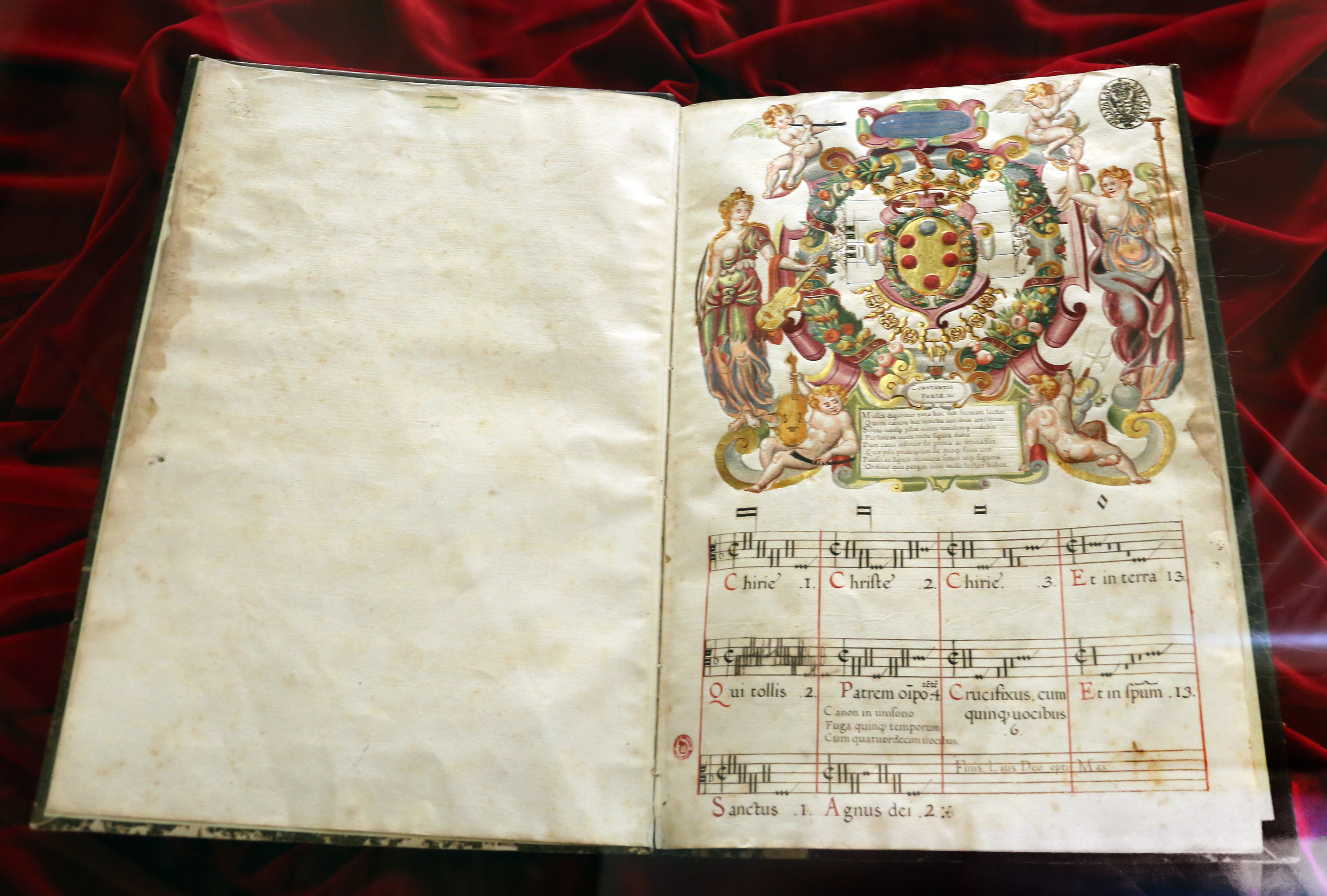
Missa Ducalis, 1565 ca.

La mayoría del legado de Porta es música sagrada, especialmente motetes. Publicó al menos ocho libros de motetes, uno de los cuales está perdido, así como libros de misas, introitos, y un ciclo enorme de himnos para Vísperas.
La música de Porta es aún más polifónica que la de Gombert, y muestra una fascinación por dispositivos de contrapunto académicos que fueron utilizados con la maestría necesaria como para que los textos se entendieran de lleno. A menudo su música utiliza cánones estrictos; un motete de su libro de 52 motetes de 1580, en siete voces, tiene nada más ni nada menos que cuatro de sus voces enteramente derivadas canónicamente. Otro motete de este libro mismo es un canon mensural, la forma más difícil de contrapunto. 
Mientras muchos compositores reaccionaban a las restricciones del Concilio de Trento contra prácticas polifónicas excesivas, Porta evidentemente no se sintió obligado a seguirlas; quizás tenía confianza suficiente en su habilidad. Su música está tan cuidadosamente controlada como la de Palestrina, y posee un uso cauteloso de disonancia y cromatismo, mientras emana un virtuosismo polifónico a un grado no visto en otros compositores de música sagrada del final del siglo XVI.
Algunos de los motetes más tardíos utilizan escritura policoral extensamente. A pesar de que Porta no estuvo en Venecia en la última parte del siglo, donde este estilo se había vuelto famoso (Véase Estilo policoral Veneciano), la influencia de los años que había pasado allí estudiando con Willaert fue notable hasta el final de su carrera. Estaba, además, familiarizado con las prácticas venecianas del momento y tomó de ellas las innovaciones que mejor funcionaban para su estilo.
Porta también escribió madrigales, muchos de los cuales vieron la luz para ser interpretados en circunstancias específicas como bodas y grandes eventos sociales para las familias de sus empleadores. Están escritos en un estilo mucho más simple que sus obras de música sagrada y se mantenían a tono con las prácticas de la época.